# Labi
Labi é uma mukim da daerah de Belait do Brunei. A sua capital é a cidade de mesmo nome.